# Cuora flavomarginata
Cuora flavomarginata — вид черепах из рода шарнирные черепахи семейства азиатских пресноводных черепах.

## Внешний вид и строение
Cuora flavomarginata имеет панцирь куполообразной формы, карапакс и пластрон темно-коричневые с кремово-желтой полосой на позвоночном киле. Край пластрона слегка осветлён из-за более светлой пигментации краевых щитков. Кожа на конечностях коричневая, а верхняя часть головы бледно-зелёная. По бокам головы есть жёлтые линии, идущие от глаза назад. Кожа под головой и между конечностями более светлого розоватого цвета.
Название «шарнирная черепаха» связано со способностью Cuora flavomarginata прижимать пластрон к краям панциря. Это возможно благодаря шарниру на пластроне и связкам, соединяющим карапакс и пластрон, что обеспечивает ограниченное движение.
На передних лапах по пять когтей, а на задних — по четыре.
Внешние различия между самцом и самкой Cuora flavomarginata незначительны. У самцов более широкий хвост, чем у самок, почти треугольной формы.

## Распространение
Cuora flavomarginata встречается в Центральном и Восточном Китае: в провинциях Хунань, Хэнань, Аньхой, Хубэй, Чунцин, восточная часть провинции Сычуань, Чжэцзян и Цзянсу (в основном вдоль бассейна Янцзы). Он также встречается на Тайване и в Японии, в частности на островах Рюкю, Исигаки и Ириомотэ.

## Питание
Всеядна и употребляет разнообразную пищу. «Взрослые особи предпочитают дождевых червей, замороженных новорожденных мышат (размороженных), улиток, слизней и мучных червей. Они также едят сухой корм для форели и увлажненный сухой кошачий корм, а также консервированный кошачий корм. Фрукты, включая клубнику, бананы, дыню и папайю. Овощи, включая тертую морковь, кукурузу в початках и кабачки. Листовую зелень не едят. Беспозвоночные, на которых охотятся эти черепахи, включают личинок майского жука (Phyllophaga) и слизней, которые являются их основной добычей».

## Систематика и таксономическая история
В 1863 году Джон Эдвард Грей описал вид как Cistoclemmys flavomarginata. Позднее он был перемещен в Cyclemys, а затем в Cuora. В выпуске Turtle Taxonomy Working Group’s Checklist за 2012 год вид указан как Cuora с двумя признанными подвидами.
Признаны два подвида :
- Cuora flavomarginata flavomarginata[4]
- Cuora flavomarginata evelynae[6]

Этот вид скрещивался с Mauremys japonica в неволе, а также с самками Geoemyda japonica как в неволе, так и в дикой природе.

## Охрана
МСОП считает, что Cuora flavomarginata является видом, находящимся под угрозой исчезновения. Угрозы для тайваньской популяции включают потерю среды обитания из-за расширения возделываемых земель.